# Afraflacilla scenica
Afraflacilla scenica là một loài nhện trong họ Salticidae.
Loài này thuộc chi Afraflacilla. Afraflacilla scenica được J. Denis miêu tả năm 1955.